# Gieckau
Gieckau là một đô thị thuộc huyện Burgenland, bang Sachsen-Anhalt, Đức. Đô thị Gieckau có diện tích 3,23 km², dân số thời điểm ngày 31 tháng 12 năm 2006 là 343 người.